# Master en politique publique
Le Master en politique publique ( MPP ), est l'un des nombreux diplômes de politique publique . Un MPP est un diplôme professionnel de niveau master qui permet de se former à l'analyse des politiques et à évaluation des programmes dans les écoles de politique publique . Le programme MPP met l'accent sur l'analyse systématique des questions liées aux politiques publiques et les processus décisionnels qui y sont associés. Cela comprend une formation sur le rôle des facteurs économiques et politiques dans la prise de décision publique et la formulation des politiques ; l'analyse microéconomique des options et des questions politiques ; l'allocation des ressources et la modélisation des décisions ; l'analyse coûts/avantages ; les méthodes statistiques ; et diverses applications à des sujets spécifiques de politique publique. Les bénéficiaires du PPM servent ou ont servi dans le secteur public, aux niveaux international, national, sous-national et local, ainsi que dans le secteur privé.

## MPP et MPA: différences et similarités
Au fil du temps, le programme d'études du Master en politique publique et  Master en administration publique (MPA) ont eu tendance à se chevaucher dans de nombreux domaines, en raison de la prise de conscience que l'analyse des politiques et l'évaluation des programmes pourraient bénéficier d'une compréhension de l'administration publique et vice versa. .
Aujourd'hui, les cours de base offerts par de nombreux programmes de MPA et de MPP sont similaires, les programmes de MPA offrant également une formation en analyse des politiques et les programmes de MPP offrant également des cours sur la mise en œuvre des programmes. Cependant, les programmes MPP mettent toujours plus l'accent sur l'analyse, la recherche et l'évaluation des politiques, tandis que les programmes MPA mettent davantage l'accent sur la mise en œuvre des politiques publiques et la conception de programmes et de projets efficaces pour atteindre les objectifs des politiques publiques. Compte tenu du chevauchement des cours et des matières, certaines universités ont commencé à offrir un diplôme combiné MPAP ou MPPA, soit une maîtrise en administration et politique publiques ou une maîtrise en politique publique et administration,. Plusieurs établissements utilisent la « politique publique » comme terme générique, qui peut regrouper plusieurs programmes tels qu'une MPA et des diplômes liés à des domaines très spécifiques axés sur des domaines tels que la recherche par sondage ou les études à but non lucratif.

## Approche interdisciplinaire
Au fil des ans, les programmes MPP sont devenus plus interdisciplinaires, s'appuyant sur les éléments suivants l'économie, la sociologie, l'anthropologie, la politique et la planification régionale. En général, le tronc commun d'un programme MPP comprend des cours sur les sujets suivants la microéconomie, les finances publiques, les méthodes de recherche, les statistiques et l'analyse avancée des données, recherche qualitative, méthodes démographiques, politique du processus politique, analyse des politiques, l'éthique, la gestion publique, la politique urbaine et le SIG ., évaluation de programme, etc.
Tous ces cours sont conçus pour doter les diplômés MPP de compétences et de connaissances en matière d'analyse économique avancée, d'analyse politique, d'analyse éthique, d'analyse de données, de gestion et de leadership. En fonction de leurs intérêts, les étudiants du MPP peuvent se concentrer sur de nombreux domaines politiques, notamment la politique urbaine, la politique mondiale, la politique sociale, la politique de santé, la politique énergétique et environnementale, la gestion des organismes à but non lucratif, le transport, le développement économique, l'éducation, les technologies de l'information et la recherche sur la population.